# Cranswickita
La cranswickita és un mineral de la classe dels sulfats. Rep el seu nom en honor de Lachlan M.D. Cranswick (1968-2010) que va ajudar a desenvolupar i mantenir el projecte Collaborative Computational Project No. 14 in Powder and Small Molecule Single Crystal Diffraction (CCP14). Lachlan era un en expert difracció de pols de raigs X i de neutrons fent servir el mètode Rietveld. És el dimorf de la starkeyita, per la qual cosa anteriorment era coneguda com a "β-starkeyita".

## Característiques
La cranswickita és un sulfat de fórmula química MgSO₄(H₂O)₄. Va ser aprovada com a espècie vàlida per l'Associació Mineralògica Internacional l'any 2010. Cristal·litza en el sistema monoclínic.
Segons la classificació de Nickel-Strunz, la cranswickita pertany a «07.CB: Sulfats (selenats, etc.) sense anions addicionals, amb H₂O, amb cations de mida mitjana» juntament amb els següents minerals: dwornikita, gunningita, kieserita, poitevinita, szmikita, szomolnokita, cobaltkieserita, sanderita, bonattita, aplowita, boyleïta, ilesita, rozenita, starkeyita, drobecita, calcantita, jôkokuïta, pentahidrita, sideròtil, bianchita, chvaleticeïta, ferrohexahidrita, hexahidrita, moorhouseïta, niquelhexahidrita, retgersita, bieberita, boothita, mal·lardita, melanterita, zincmelanterita, alpersita, epsomita, goslarita, morenosita, alunògen, metaalunògen, aluminocoquimbita, coquimbita, paracoquimbita, romboclasa, kornelita, quenstedtita, lausenita, lishizhenita, römerita, ransomita, apjohnita, bilinita, dietrichita, halotriquita, pickeringita, redingtonita, wupatkiïta i meridianiïta.

## Formació i jaciments
La cranswickita va ser descoberta a Calingasta (San Juan, Argentina); també ha estat descrita a les mines Sulfocar situades en aquesta mateixa localitat.